# Kees van Wonderen
Kees van Wonderen (Bergen, 4 gennaio 1969) è un allenatore di calcio ed ex calciatore olandese, di ruolo difensore.

## Carriera
Dopo essere cresciuto nel VV Bennekom, nel 1991 si trasferisce al N.E.C. militandovi per tre stagioni.
Tra il 1994 e il 1996 milita nel NAC Breda.
Nel 1996 si trasferisce al Feyenoord dove vince il campionato olandese 1999 e la conseguente Johan Cruijff Schaal, mentre tre anni più tardi vince la Coppa UEFA 2001-2002.
Tra il 1998 ed il 1999 ha totalizzato cinque apparizioni con la Nazionale olandese.
Chiude la carriera agonistica nel 2004.
Come allenatore è stato assistente al Bennekom, al Twente con Steve McClaren e al VVV-Venlo e ha allenato le selezioni Under-18 e Under-17 della Nazionale vincendo il Campionato europeo di calcio Under-17 2018. Tra il 2018 e il 2019 è il vice di Ronald Koeman nella Nazionale maggiore. Seguono poi le esperienze con Go Ahead Eagles e Heerenveen in Olanda.

## Palmarès

### Giocatore
- Campionato olandese: 1

Feyenoord: 1998-1999
- Supercoppa dei Paesi Bassi: 1

Feyenoord: 1999
- Coppa UEFA: 1

Feyenoord: 2001-2002

### Allenatore
- Campionato europeo di calcio Under-17: 1

2018